# Ray Carney
Raymond “Ray” Carney (* 1947) ist ein amerikanischer Filmtheoretiker und -kritiker. Daneben schreibt er auch über amerikanische Kunst und Literatur. Bekannt wurde er durch seine Publikationen über den Schauspieler und Regisseur John Cassavetes. Er lehrt an der Universität Boston im Institut für American Studies.

## Ansichten
Ray Carney kritisiert die amerikanische Filmkritik dahingehend, dass er ihr vorwirft nur auf ersten Eindrücken zu basieren, während die tiefere Qualität sich erst bei eingehender Analyse erweise und nach mehrmaligem Betrachten von Filmen entstehe. Dies führe dazu, dass die wirklich wertvollen amerikanischen Filme und Regisseure nahezu vollständig unbeachtet blieben.
Während die Mainstream-Filmkritik sich auf Werke wie Star Wars, Jäger des verlorenen Schatzes, Eine verhängnisvolle Affäre, Thelma und Louise, 9 1/2 Wochen, Pretty Woman und Das Schweigen der Lämmer kapriziert, gingen die wahren Meisterwerke völlig unter.
Zu den wirklich wertvollen Filmen zählt Carney hingegen: Wanda von Barbara Loden, Killer of Sheep von Charles Burnett, Mikey und Nicky von Elaine May, Milestones von Robert Kramer und Andy Warhols Trash von Paul Morrissey.